# Georgskirche (Schwieberdingen)

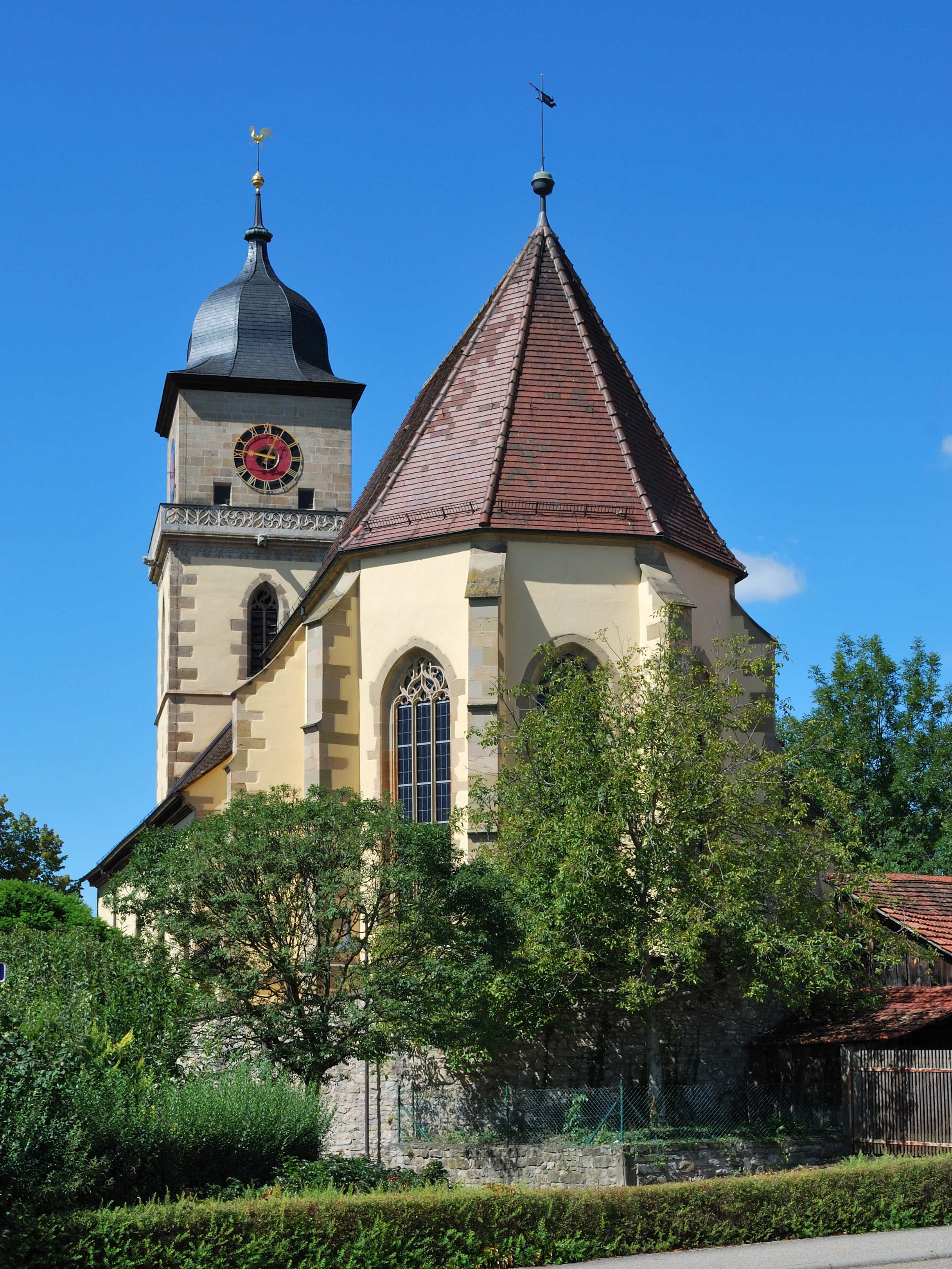
Schwieberdinger Georgskirche

Die evangelische Georgskirche ist eine spätmittelalterliche Wehrkirche aus dem 13. Jahrhundert in Schwieberdingen.

## Geschichte und Baubeschreibung

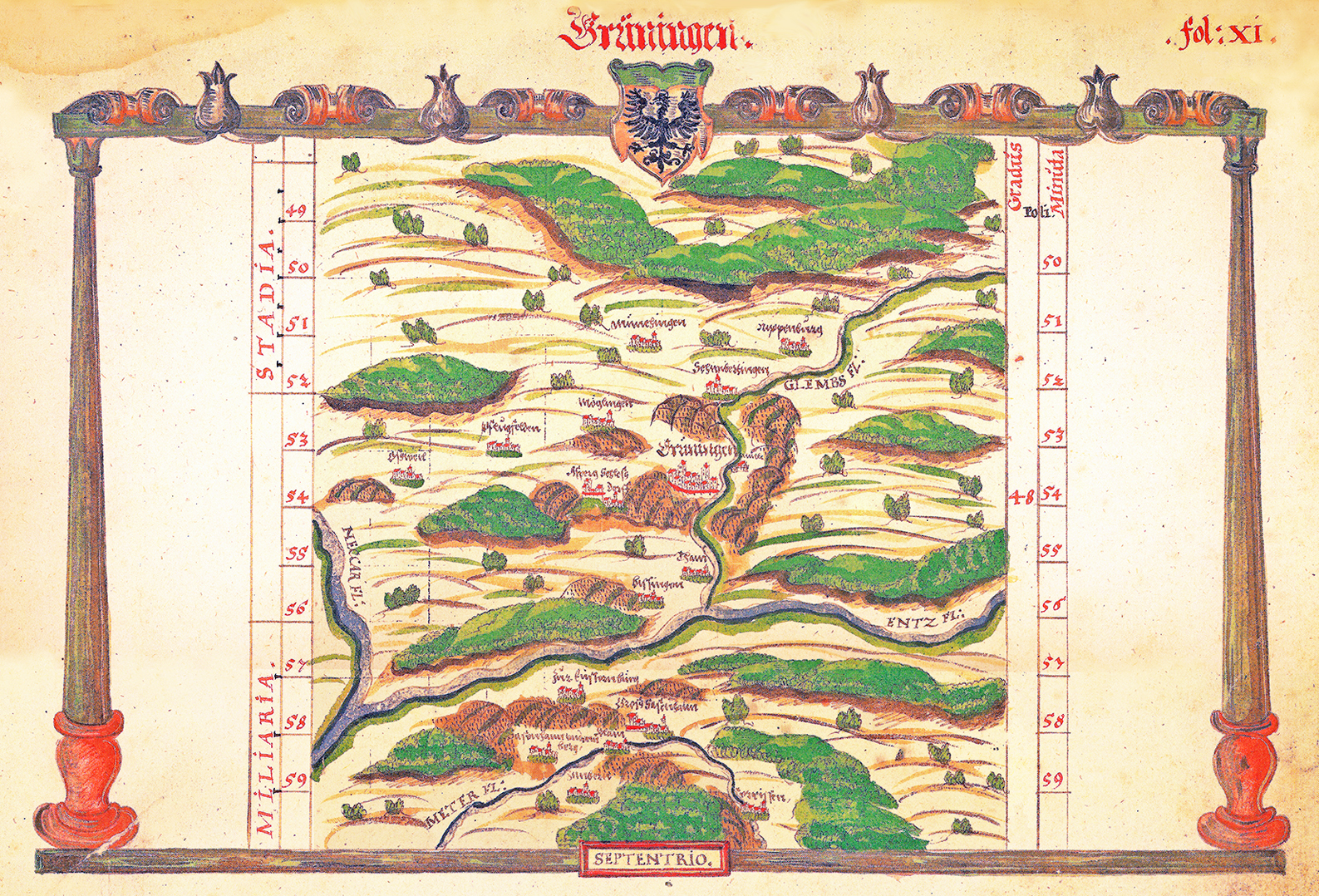
Karte von 1605, Schwieberdingen südwestlich der Nippenburg

Spätestens im 14. Jahrhundert erlangten die von Nippenburg zunehmend Einfluss auf die Kirche. Jedoch nur augenscheinlich verweist einer der ältesten Grabsteine in der Kirche auf einen von ihnen, nämlich auf Friedrich von Nippenburg gen. Moira, der 1332/1333 urkundlich erwähnt wird. Doch deutet alles darauf hin, dass das Monument nicht zu seiner Zeit geschaffen, sondern erst Ende des 15. Jahrhunderts dort historisierend eingebracht wurde.
Am 9. Februar 1359 verkaufte der Ministeriale Fritz von Rumelshausen seine Lehns- oder Allodialgüter in Nippenburg, Hemmingen, Münchingen und Schwieberdingen für 225 Pfund Heller an Fritz von Nippenburg. 1368 war dieser Fritz Kirchherr in Schwieberdingen, er war also Nutznießer des Kirchenguts. Am 30. August 1428 empfing Hans von Nippenburg unter anderem einen Hof zu Schwieberdingen von Graf Ludwig von Württemberg zu Lehen. 
Die Nippenburger machten auch an der Kirche selbst ihren Einfluss geltend, nicht nur im Dorf. Ein Friedrich aus derselben Familie war 1516 Kaplan zu Schwieberdingen, ein Lorenz starb 1518 als dortiger Pfarrer (S. 11). In der Kirche erinnern entsprechende Grabmäler der Familie an ihren Einfluss, insbesondere das des Ludwig von Nippenburg († 1498). Da das Chorgewölbe 1498 fertiggestellt wurde, dürfte das obige Denkmal frühestens nach diesem Jahr in der Werkstatt entstanden sein, die die Denkmäler für Ludwig von Nippenburg (gest. 1498) und seine Verwandten schuf.
Ihre heutige Gestalt erhielt die Kirche von 1436 bis 1515, als sie wie viele andere Dorfkirchen in Württemberg während der Regierungszeit Graf Eberhards im Bart umgestaltet und vergrößert wurde. Maßgeblichen Einfluss auf die Gestaltung hatte der fürstliche Baumeister Peter von Koblenz, der von 1495 bis 1498 den gotischen Chor erbaute.
Der 43 m hohe Kirchturm wurde um 1515 zunächst mit einem spitzen Turmdach erbaut. Durch einen schweren Blitzeinschlag wurde der obere Teil des Turmes im Jahr 1795 allerdings zerstört. Beim Wiederaufbau erhielt die Kirche ihren heutigen Turmhelm.
Aus den 1570er Jahren stammt wohl das Grabdenkmal der Rosa von Rüppurr (Rieppur) geborene von Gültlingen und ihrer Söhne Caspar, Sebastian, Philipp Jacob und Balthasar. Es befindet sich an der Nordwand des Langhauses. Wenig jünger, wohl aus den 1590er Jahren stammt das Grabdenkmal der Familie des Friedrich von Nippenburg († 19. August 1591) und seiner beiden Frauen („hausfraw“) Benedicta geborene von Nippenburg († 3. Juni 1562) und Kunigunda geborene Göler von Ravensburg (20. November 1598). Seine erste Ehefrau entstammte dem Unterriexinger Zweig der Nippenburger; die zweite war eine Tochter des Albrecht Göler von Ravensburg († 1542) und der Dorothea von Liebenstein († 1562).
1962 wurden die Fresken an den Seiten des Langhauses wieder freigelegt. 1996 wurde die Kirche innen und außen vollständig renoviert.

## Orgel
Am Christfest 1723 konnte die Schwieberdinger Kirchengemeinde ihre erste Orgel in der Georgskirche einweihen. Dieses Instrument des Orgelmachers Schmal aus Heilbronn tat seinen Dienst bis 1848. Ein Orgelneubau wäre zu teuer geworden und so kam ein Angebot der Firma Walcker gelegen: die 1782 von Johann Eberhard Walcker als sein Erstlingswerk erbaute Orgel für die Garnisonskirche Ludwigsburg (die Garnisonskirche war damals die heutige katholische Kirche) hatte nach 65 Jahren dort ausgedient und fand 1850 in der Georgskirche eine neue Heimat. Die Orgel wurde für 1.322 Gulden gekauft, nachdem man sie um zwei weitere Register auf dann 13 Register erweitert hatte.
Im Mai 1944 sollten die Pfeifen der Orgel zu Kriegszwecken enteignet werden. Ein Gutachten der Fa. Walcker konnte das verhindern. 1949 teilte das Württembergische Landesamt für Denkmalpflege dem Schwieberdinger Pfarramt mit, dass das Orgelgehäuse in das Denkmalverzeichnis aufgenommen worden sei.
1953 wurde eine größere Reinigung der Orgel notwendig, da sich der Holzwurm eingenistet hatte. Dabei wurden drei nicht mehr verwendbare Register ausgetauscht.
Ein völliger Umbau erfolgte 1964/65. Man drehte den Spieltisch und baute ein zweites Manual ein, so dass die Orgel dann 25 klingende Register und ein Tremulant hatte. Es stellte sich aber im Lauf der darauffolgenden 20 Jahre heraus, dass das Register „Mixtur“ sehr störanfällig und kaum zu spielen war. Eine Stimmung und Intonierung wurde durch die Schwäche des Materials schwierig. Zwei weitere Register (Cimbel und Basszink) hatten ähnliche Mängel. Es entstand der Wunsch nach einer klanglichen Verbesserung.
Daher wurde 1986 die gesamte Orgelanlage überholt, jedes Werk erhielt eine Zungenstimme, die Mixtur im Hauptwerk wurde ersetzt.
Im Sommer 2016 wurde von der Fa. Mauch, Schwäbisch Hall, die wieder erforderlich gewordene Reinigung und Restaurierung der Orgel durchgeführt. Gleichzeitig konnte noch einmal eine klangliche Verbesserung erfolgen: Im Pedalwerk wurde das schlecht zugängliche Register Hintersatz durch eine Quinte 5 1⁄3′ und die Flöte 4′ durch eine Trompete 8′ ersetzt.
Heutige Disposition:
| I Hauptwerk C– |       |      |   |
| Pommer         | 16′   | 1965 |   |
| Prinzipal      | 8′    | 1848 |   |
| Gedeckt        | 8′    | 1953 |   |
| Dolce          | 8′    | 1782 | W |
| Oktave         | 4′    | 1782 | W |
| Gedecktflöte   | 4′    | 1965 |   |
| Oktave         | 2′    | 1782 | W |
| Nasat          | 2 ⁄3′ | 1953 |   |
| Mixtur V       |       | 1986 |   |
| Trompete       | 8′    | 1986 |   |

| II Oberwerk C–  |       |      |
| Rohrflöte       | 8′    | 1965 |
| Prinzipal       | 4′    | 1965 |
| Blockflöte      | 4′    | 1965 |
| Feldflöte       | 2′    | 1965 |
| Quinte          | 1 ⁄3′ | 1965 |
| Sifflöte        | 1′    | 1965 |
| Sesquialtera II | 2 ⁄3′ | 1965 |
| Scharf III–IV   |       | 1965 |
| Krummhorn       | 8′    | 1986 |
| Tremolo         |       |      |

| Pedal C–   |        |           |   |
| Subbass    | 16′    | 1782      | W |
| Oktavbass  | 8′     | 1782/1965 | W |
| Cellobass  | 8′     | 1782/1965 | W |
| Choralbass | 4′     | 1953      |   |
| Quinte     | 5 1⁄3′ | 2016      |   |
| Trompete   | 8′     | 2016      |   |
| Posaune    | 16′    | 1986      |   |

- Koppeln: II/I, I/P, II/P
- Anmerkung:

W = historisches Register von Walcker (1782)